# 비비아나 베글라우
비비아나 베글라우(독일어: Bibiana Beglau, 1971년 7월 16일 ~ )는 독일의 배우이다.

## 출연 작품
- 크레센도 (2019)
- 루나: 소녀의 복수 (2017)
- 더 헤브-놋츠 (2016)
- 마지막 직원 (2010)
- 당신이 보지 못하는 것 (2009)
- 오프 비트 (2004)
- 9번째 날 (2004)
- 텐 미니츠 - 첼로 (2002)
- 생일 (2001)
- 레전드 오브 리타 (2000)